# Symfonie nr. 5 (Berg)
Natanael Berg componeerde zijn Symfonie nr. 5 Trilogia delle passioni in drie etappes. Het oeuvre van Berg is vrijwel onbekend gebleven, alleen zijn symfonieën braken enigszins door, maar voeren ook een achterhoedegevecht. Binnen het vijftal symfonieën die Berg schreef, bleef de vijfde achter. Er is in tegenstelling tot de voorafgaande symfonieën geen commerciële uitvoering bekend. Deze symfonie moet het doen met opnamen die werden vastgelegd tijdens het afscheidsconcert van Ivar Hellman in 1956. Hellman dirigeerde voor een langere tijd het orkest van de Zweedse radio (1928-1956), maar ook bijvoorbeeld het Norrköpings Symfoniorkester (1922-1928).
De symfonie heeft drie delen gebaseerd op teksten van Johann Wolfgang von Goethe:
1. Ett mått av lidande blir varje människa beskärt (1918)
2. Kärlekens passion och hatets. Förlåtelsens gåva (1922)
3. ’Gieb ihm ein Gott zu sagen, was er duldet (1924)